# Фрајштат (Баварска)
Фрајштат (њем. Freystadt) град је у њемачкој савезној држави Баварска. Једно је од 19 општинских средишта округа Нојмаркт (Горњи Палатинат). Према процјени из 2010. у граду је живјело 8.516 становника. Посједује регионалну шифру (AGS) 9373126.

## Географски и демографски подаци
Фрајштат се налази у савезној држави Баварска у округу Нојмаркт (Горњи Палатинат). Град се налази на надморској висини од 410 метара. Површина општине износи 80,6 km². У самом граду је, према процјени из 2010. године, живјело 8.516 становника. Просјечна густина становништва износи 106 становника/km².